# SSV Heimbach-Weis
Der Spiel- und Sportverein Heimbach-Weis 1920 ist ein Fußballverein aus dem Neuwieder Ortsbezirk Heimbach-Weis.

## Geschichte
Der SSV Heimbach-Weis gründete sich 1920. Die Fußballer traten nach dem Zweiten Weltkrieg erstmals überregional in Erscheinung, als die Mannschaft ab 1948 in der Amateurliga Rheinland-Nord antrat. Größter Erfolg war hier 1951 das Erreichen des vierten Tabellenplatzes, dem jedoch 1954 der Abstieg aus der dritthöchsten Spielklasse folgte. Nach dem Wiederaufstieg in die höchste regionale Amateurklasse 1957 etablierte sich die Mannschaft auf dem Spielniveau, wobei sie mehrmals zwischen Ost- und Weststaffel wechselte. 1962 platzierte sie sich als Tabellendritter punktgleich mit Vizemeister SC Oberlahnstein hinter dem VfB Wissen auf dem dritten Tabellenplatz. Mit einem sechsten Rang in der folgenden Spielzeit qualifizierte sie sich für die nun eingleisig geführte Amateurliga, dort verpasste der Klub als Vorletzter jedoch den Klassenerhalt und verabschiedete sich vom höherklassigen Fußball.